# Jean de Dreux
Jean de Dreux ou Jean de Braine est un prince capétien né en 1198 et mort en 1239, comte de Vienne et de Mâcon ; trouvère, il a composé des chansons. 

## Biographie
Jean de Dreux est le fils de Robert II comte de Dreux et de Braine, et de Yolande fille de Raoul Ier de Coucy.
Sous le nom de Jean de Braine, il a composé des chansons, dont quatre sont conservées.
Il devient comte de Mâcon et de Vienne par son mariage entre 1218 et 1227 avec Alix de Bourgogne (morte vers 1260), comtesse de Vienne et de Mâcon, fille de Géraud II, comte de Mâcon et de Vienne, et d'Alix Guigonne de Forez.
Il fonda avec son épouse le prieuré du Val-Saint-Éloi en 1234.
Il part combattre en Terre sainte en 1234, et y meurt sans postérité en 1239. Sa veuve vend ses comtés au roi de France.

## Armoiries
| Blason | Blasonnement : Chevronné d'argent et de gueules. Commentaires : Les émaux seraient hypothétiques. Son neveu Olivier de Braine dit « Olivier Ier de Machecoul » reprendra ses armes en les simplifiant (D'argent à trois chevrons de gueules ). |